# Shut In
Shut In es una película de thriller psicológico dirigida por Farren Blackburn y escrita por Christina Hodson. La película está protagonizada por Naomi Watts, Oliver Platt, Charlie Heaton, David Cubitt y Jacob Tremblay. La película se fijó para ser estrenado el 19 de febrero de 2016 por EuropaCorp.

## Argumento
Cuando la psicóloga Mary Portman y su esposo deciden trasladar a su hijo Stephen a un internado para jóvenes conflictivos ocurre un accidente en la carretera de camino donde fallece el esposo y Stephen queda cuadripléjico, meses después Mary quien ahora está a cargo de su hijastro Stephen y quien además ha montado su propio consultorio psiquiátrico para niños y jóvenes al lado de su casa con la finalidad de estar más al pendiente de él empieza a sufrir de alucinaciones macabras y sucesos diabólicos en su hogar que en un principio parecen arruinar la poca tranquilad y sobre todo provocan un aire lúgubre dentro de la casa. Por otra parte Tom, quien es un niño con habilidades especiales, asiste como paciente al consultorio de Mary quien bajo terapias de cognición intenta motivar a Tom para poderlo hacer hablar ya que es mudo y en el colegio no tiene una vida social normal. Tom es llevado por la trabajadora social, ya que debe ser llevado a Boston a su nuevo hogar, aunque logra escapar de la doctora y regresa a la casa Portman.
Una noche cuando Mary intenta conciliar el sueño escucha un ruido dentro de su casa justamente en el recibidor, va a investigar y se encuentra con Tom husmeando por la sala, cuando Mary se comunica con la mamá de Tom para informarle del paradero del niño algo o alguien cierra bruscamente la puerta de la oficina donde se encontraba Mary haciendo la llamada, cuando Mary logra salir descubre la puerta principal de su casa completamente abierta y sin rastros de Tom quien días después la policía y agentes de investigación lo dan por desaparecido y sin ubicación como si la misma tierra se lo hubiera tragado misteriosamente. 
Mary sigue sufriendo por las horribles alucinaciones y pesadillas que tiene de manera recurrente y que para angustia de ella parecen estar ligadas a su hijastro Stephen. Conforme los días siguen pasando Mary conoce a Doug Hart un hombre amable y de buenos sentimientos que decide apoyarla incondicionalmente a superar las tragedias que ella ha vivido desde la muerte de su esposo tras ese fatal accidente automovilístico. Un día mientras Mary habla con el Doctor Wilson, un médico de cabecera que intenta ayudar a Mary a superar sus crisis de pánico, este le encarga a Mary realizarse unos exámenes de laboratorio para poder determinar las causas de sus alucinaciones y acabar de una vez por todas con sus problemas de histeria. 
Una tarde, mientras Mary realiza labores domésticas en su hogar, escucha gritos desgarradores de niño por toda su casa, logra ubicar el paradero de los sonidos por una rejilla de ventila en la pared pero al momento de intentar quitarla una mano de hombre sale por ella y la intenta sujetar fuertemente, esta logra liberarse, esa misma tarde ella descubre rasguños en una de las mejillas de Stephen, el terror se apodera de ella cuando el Doctor Wilson le informa que en los análisis de sangre que previamente se le habían realizado para determinar su estado de salud arrojaban que ella había estado consumiendo una dosis semi letal de antidepresivos y somníferos, mismos que estaban disparando esos episodios de visiones y pesadillas que estaba teniendo, desesperada corre hacia el sótano para intentar abrir una puerta con un cerrojo, cuando finalmente logra tumbar el candado descubre una habitación secreta donde aparece una figura humana, Mary se asusta y corre hacia la entrada del sótano pero es interceptada por otra figura quien se trata nada más y nada menos que de su hijastro Stephen.
Más tarde Mary se despierta dentro de una bañera completamente desnuda y atada de maños y pies, Stephen aparece a un lado de ella y procede a contarle toda la verdad, sobre como el provocó el accidente que mató a su padre y lo dejó a él paralítico, sobre cómo cada mañana ponía medicina en su café de para provocarle esas alucinaciones tenebrosas y sobre como secuestro a Tom porque no podía soportar que un niñito le quitara todo su cariño y si esta no lo obedecía lo mataría también al igual que el resto. Mary logra escapar de la bañera y se dirige al sótano donde ve a Tom completamente atado en una columna de madera y a Stephen dentro de un pequeño armario de herramientas empuñando un machete listo para asesinar a ambos. 
Stephen le cuenta a Mary que el solo quería que estuviera orgullosa de él y asesino a su padre para que no lo alejara de ella. Mary evade a Stephen golpeándolo en el estómago y noqueándolo al piso, logra desatar a Tom y logran salir del sótano dejando a Stephen encerrado bajo llave; Mary intenta salir por la puerta trasera pero se topa con el cadáver congelado de Doug quien fue asesinado por Stephen momentos antes esa tarde. Mary oculta a Tom en un armario e intenta dejar huellas en la nieve para despistar a Stephen mientras ella y Tom se esconden en el armario, finalmente Stephen logra romper la puerta del sótano en busca de ambos sigue los pasos en la nieve pero no sirve de nada pues él sabe que es un engaño de Mary es entonces cuando empieza la persecución dentro de la casa. 
Mientras tanto el Doctor Wilson decide visitar la casa de Mary para asegurarse de que se encuentre bien pero al momento de entrar a la casa se encuentra con Stephen quien lo culpa de quererlo alejar de su madrastra y lo apuñala con un picahielos dejándolo moribundo. Mary y Tom logran salir del armario y deciden que tienen que escapar de su "Hijastro de Pesadilla"; el Dr. Wilson le comenta a Mary que debe de escapar de la casa antes de que Stephen se dé cuenta que aún se encuentra dentro de ella con Tom, acto seguido el Dr. Wilson muere. 
Stephen se encuentra en los cuartos de arriba atornillando todas las ventanas y puertas de la casa, Mary rompe una de las ventanas de la cocina y procede a sacar por ella a Tom quien ahora logra escapar pero antes de que Mary pueda salir también Stephen aparece y la jala nuevamente a dentro sujetándola fuertemente, ella intenta tranquilizar a Stephen mencionándole que Tom se ha ido de sus vidas y que ahora están ellos solos y se tendrán el uno a otro para siempre a lo que Mary rápidamente pega la mano de Stephen a la estufa quemándosela, mientras Stephen se recupera Mary aprovecha para salir despavorida por la puerta principal de la casa y se reúne afuera con Tom, tras esto Stephen los persigue por el frío bosque con un martillo listo para matarlos sin piedad. Mary intenta retener a Stephen pero este la golpea y la noquea a la nieve, Tom sube a una plataforma de madera dentro de un lago intentando quitar la cadena para poder zarpar pero Stephen lo alcanza y tira a Tom a las heladas aguas del lago y procede a ahogarlo, Mary recupera la conciencia y tras ver el homicidio final que su hijastro esta por cometer ella toma el martillo que Stephen previamente estaba portando y procede a golpearlo fuertemente en la cabeza matándolo instantáneamente, después Mary logra sacar a Tom del agua y se abrazan en señal de tranquilidad, mientras ambos contemplan el cuerpo sin vida de Stephen flotando dentro del lago. 
Tiempo después Mary y Tom se dirigen a una escuela para niños de necesidades educativas especiales donde Tom podrá ser tratado a manos de especialistas y bajo la total custodia de Mary. La película finaliza con los dos entrando al edificio.

## Producción
El 5 de noviembre de 2014, se anunció que EuropaCorp había puesto a Farren Blackburn para dirigir el thriller psicológico basado en la Black List de 2012, Shut In de Christina Hodson. EuropaCorp financia, distribuye en todo el mundo y coproduce la película con Lava Bear Films. Naomi Watts fue llamada a desempeñar el papel principal. El 18 de marzo de 2015, Oliver Platt, Charlie Heaton, David Cubitt, Jacob Tremblay, y Clementine Poidatz se añadieron al elenco de la película.

### Rodaje
La filmación comenzó a mediados de marzo de 2015, en Canadá, la actriz Watts fue descubierta el 15 de marzo, durante el rodaje en Sutton, Quebec. El rodaje se llevaría a cabo en los municipios de Cantons-de-l'Est en Quebec y entonces la producción se trasladaría a Vancouver, Columbia Británica.

## Estreno
En marzo de 2015, EuropaCorp fijó la película para su estreno el 19 de febrero de 2016.